# 星球大戰：抵抗勢力
《星球大戰：抵抗勢力》（英語：Star Wars Resistance）是一部受日本動畫啟發的美國動畫電視劇，由Lucasfilm Animation公司製作。本劇於2018年10月7日在迪士尼頻道和迪士尼XD共同首播，其後在迪士尼频道播放。第二季也是最後一季於2019年10月6日播放。本劇於2020年1月26日在兩季後結束。

## 劇情
時間段設在《武士復仇》的數十年後以及《原力覺醒》的六個月前，主角是受招募負責監視日益壯大成為威脅的第一軍團的抵抗組織飛行員Kazuda Xiono。

## 配音演員

### 主要
- Christopher Sean（英语：Christopher Sean） 飾 Kazuda Xiono
- Bobby Moynihan（英语：Bobby Moynihan） 飾 Orka
- Suzie McGrath 飾 Tam Ryvora
- Scott Lawrence（英语：Scott Lawrence） 飾 Jarek Yeager
- Myrna Velasco 飾 Torra Doza
- 喬許·布雷納 飾 Neeku Vozo
- Donald Faison（英语：Donald Faison） 飾 Hype Fazon
- Jim Rash（英语：Jim Rash） 飾 Flix
- Lex Lang（英语：Lex Lang） 飾 Major Vonreg
- Stephen Stanton（英语：Stephen Stanton） 飾 Griff Hollaron
- Jason Hightower 飾 Captain Imanuel Doza
- Mary Elizabeth McGlynn（英语：Mary Elizabeth McGlynn） 飾 Freya Fenris
- 狄爾里奇·巴德 飾 Bo Keevil

### 常设
- 卡罗琳·赫尼塞（英语：Carolyn Hennesy） 飾 莉亞·歐嘉納將軍

- 關朵琳·克莉絲蒂 飾 法斯瑪隊長（英语：Captain Phasma）
- 奧斯卡·伊薩克 飾 波·戴姆倫
- 利亞姆·麥肯泰爾 飾 Commander Pyre

- 伊力查·活 飾 Jace Rucklin

BB-8也會登場。

### 客串
- 蕾切尔·麦克法兰（英语：Rachael_MacFarlane） 飾 Lin Gaava
- 弗兰克·维尔克 飾 蛇颈龟
- Anthony Daniels（英语：Anthony Daniels） 飾 C-3PO
- 马修·伍德（英语：Matthew_Wood_(sound_editor)） 飾 埃洛·阿斯蒂（英语：Ello Asty）、凱羅·忍
- 多姆納爾·格里森 飾 赫斯將軍（第一季）
- Ben Prendergast 飾 赫斯將軍（第二季）
- 谢拉米·李 飾 Mia Gabon
- 約翰·迪·馬吉歐 飾 Vranki the Blue
- 露西·勞倫斯 飾 Aeos女王

## 获奖及提名
| 年份 | 奖项   | 类型         | 结果 | Ref.  |
| ---- | ------ | ------------ | ---- | ----- |
| 2019 | 艾美奖 | 最佳儿童节目 | 提名 | [ 2 ] |
| 2019 | 土星奖 | 最佳电视系列 | 獲獎 |       |

## 外部連結
- Star Wars Resistance at starwars.com
- 互联网电影数据库（IMDb）上《Star Wars Resistance》的资料（英文）
- Wookieepedia上的相关条目：Star Wars Resistance